# ダリア・ドゥギナ

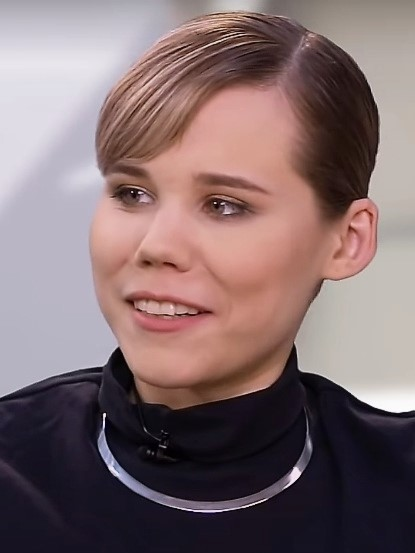
ダリア・ドゥギナ（2022年4月6日）

ダリア・アレクサンドロヴナ・ドゥギナ（ロシア語: Да́рья Алекса́ндровна Ду́гина, ラテン文字転写: Darya Aleksandrovna Dugina, 1992年12月15日 - 2022年8月20日）（29歳没）は、国際ユーラシア運動に所属するロシアの政治評論家・ジャーナリスト・アレクサンドル・ドゥーギンの広報担当者である。筆名はダリア・プラトーノワ（Дарья Плато́нова）で、本名はダリヤ・ドゥーギナとも表記される。

## 経歴

### 生い立ち
哲学者・政治学者のアレクサンドル・ドゥーギンと2番目の妻ナタリア・メレンティエワとの間に生まれた。
モスクワ州立大学に在学中の2012 - 2013年度に、ボルドー・モンテーニュ大学に留学して古代ギリシャ哲学を学んでいる。その頃より使用している筆名ダリア・プラトーノワは、本人の学問的な関心からであった。フランスの親クレムリンメディア・ツァーグラードの特派員を務め、2015年の大学卒業後はロシア国営メディアRTにも寄稿していた。
学生時代の友人によると、ドゥギナは父親に関心を示しておらず、父親が影響を与えているようには見えなかったという。フランスの著述家ギー・ドゥボールの思想などに関心を示していたが、ある時期にロシア正教に興味を示すようになった。この友人は、ドゥギナが父親の影響下で活動するようになってから交流を断っている。

### 活動家として
2010年代後半より、政治的なトピックを専門とするコメンテーターまたコラムニストとして、国営・親クレムリンメディアに出演した。プーチン大統領の支持者であり、父アレクサンドル・ドゥーギンの広報担当者として公式サイトの資料の準備にも携わった。
ドゥギナは父ドゥーギンの地政学的理論を以下のように要約している。
- "ロシアを中心とする" ユーラシア空間は、アングロサクソン諸国であるアメリカとイギリスに代表される「大西洋主義」に反対している。
- 「大西洋主義者」は定期的に「リムランド」の領土に侵入する。ヨーロッパは、彼らとユーラシア空間の間に挟まれている。
- 「ユーラシア主義者」の任務は、ユーラシア空間全体を統合する帝国を創設して維持し、「リムランド」をめぐる闘争において「大西洋主義」に抵抗することである。

2022年ロシアのウクライナ侵攻を支持するため、国営メディアに出演。ウェブサイトUnited World Internationalの編集長として、ウクライナがNATOに加盟すれば「滅びる」と示唆するプロパガンダに貢献したとして、同年3月にアメリカから経済制裁を科された。これについて同年5月のインタビューで、侵攻を「文明の衝突」とし、制裁対象になったことを誇らしいと述べた。
ブチャの虐殺については「ブチャという地名は英語の『Butcher（肉屋）』と発音が重なるので、あえて選んでいる。何しろバイデンが『プーチンはブッチャーだ』と言ったのだから…そこで彼らは、関連性をより深く脳に刻み込むため、ブチャを選んだのです」と、西側のマスコミが作った偽りであると話した。
同年6月にはドンパスに行き、アゾフスタリ製鉄所の地下室を訪れている。

### 死去

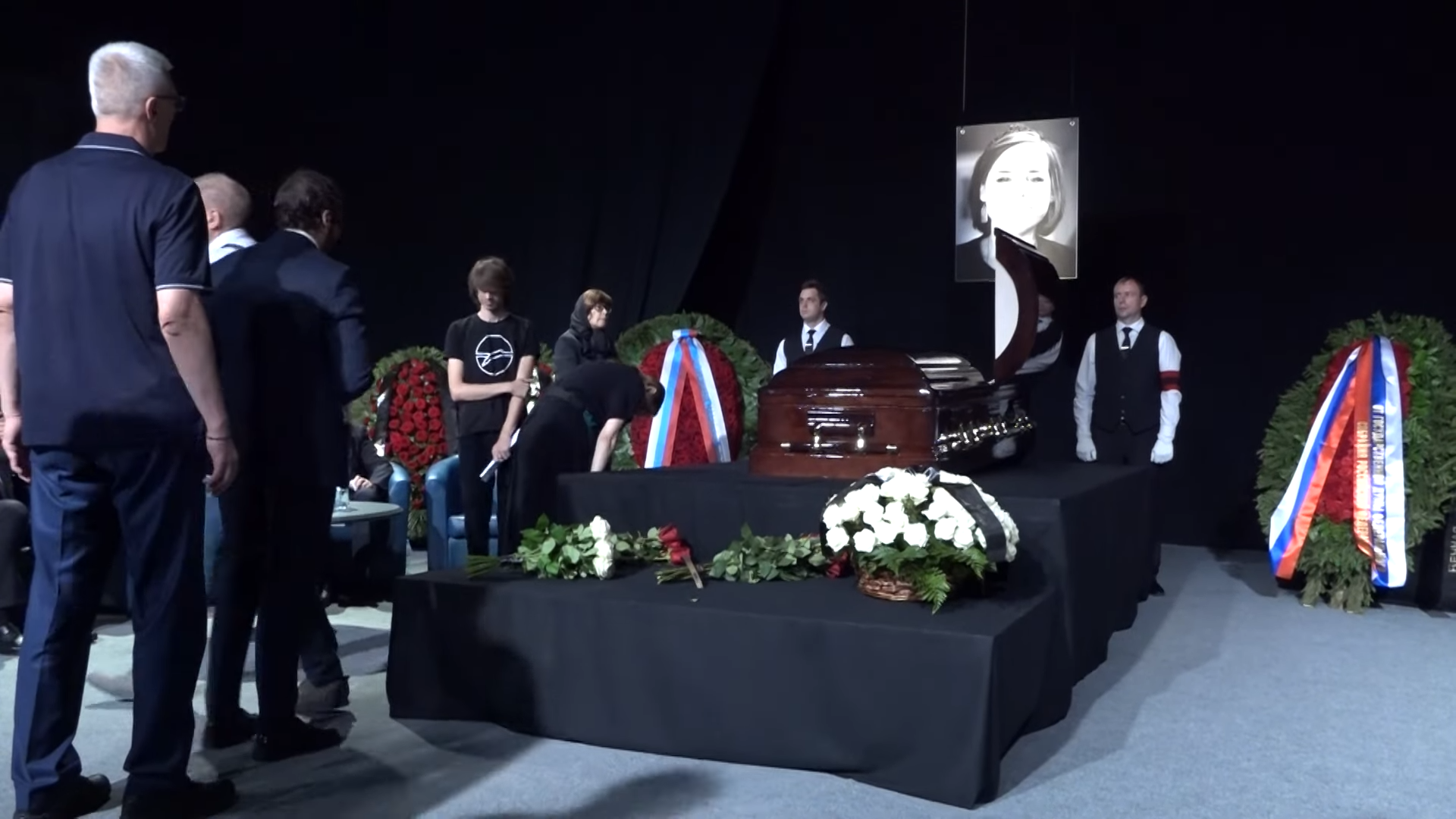
2022年8月23日に行われたダリア・ドゥギナの葬儀。中央はドゥギナの棺。

ドゥギナは、2022年8月20日にモスクワ州オジンツォボ地区で起こった自動車爆破事件により殺害されたとみられる。29歳であった。
葬儀は同月23日にオスタンキノテレビセンターで行われた。ロシアの政府高官や政治家、戦争特派員やニュースキャスター、正教会関係者、友人、花を持った一般市民も多く弔問に訪れた。棺のなかのドゥギナは眠っているようであったという。ラメンスキー地区のミハイロフスカヤ・スロボダ村にある祖母の墓の隣に埋葬されたことが報じられた。

## 自動車爆破事件

### 事件の発生
2022年8月20日夜、ダリア・ドゥギナは父ドゥーギンとともに映画監督エドゥアルド・ボヤコフと公正ロシアの元下院議員ザハール・プリレーピンが主催するイベントに参加し、ドゥーギンは「伝統と歴史」の講義を行った。イベント終了後、帰宅する途中の21時30分ごろ、ボルシエ・ヴィアゼミ村近くのモジャイスコエ高速道路で、運転していたトヨタ・ランドクルーザープラドSUVが爆発。目撃者によると、車はコントロールを失い、路肩に停車後に発火。消防が到着する前に車全体が燃えており、消火されたときに車内からひどく火傷を負った遺体が発見されたという。身元特定のDNA検査はなされていないものの、ドゥギナの遺体であると報じられた。
車両はドゥーギンの所有とされており、犯行に関わった人物はドゥーギンの暗殺を目論んでいたと推測される。しかし同乗の予定だったドゥーギンは、直前に別の車での移動となったため無事であった。車が燃え続ける事件現場に駆け付け、頭に手を当てて立ち尽くすドゥーギンの姿が、写真や動画で報道機関のTelegramなどにアップロードされている。

### ロシア当局による捜査
事件翌日の8月22日、ロシア連邦保安局（FSB）は「緊急の捜査措置の結果、連邦保安局は1992年生まれのロシア人ジャーナリスト、ダリヤ・ドゥギナの殺害を解決した」と発表した。ウクライナの諜報機関が事件を計画しており、1979年生まれのウクライナ市民のナタリア・ヴォフク（旧姓：シャバン）を実行犯として特定したとしている。
FSBによると、7月23日にヴォフクは12歳の娘とロシアに入国し、殺人を計画、情報収集のためドゥギナが住んでいる建物内のアパートを借り、ミニクーパー車を利用してスパイをしていた。8月21日の爆発事件の後、母子はプスコフ地方を通ってエストニアに向かった。ロシア入国時はドネツク人民共和国（DNR）のナンバー、モスクワではカザフスタンのナンバー、エストニアに出国時にはウクライナのナンバーを使っていたという。FSBは調査委員会に資料を引き渡した。
タス通信は、約400gのTNT火薬の威力をもつ爆弾が使われ、爆破装置はリモートで操作されたとみられると伝えた。調査委員会によると、装置は運転席側に埋め込まれていたという。
また、ロシアのハッカーグループRaHDitは、ヴォフクがアゾフ連隊の兵士であると主張している。
同月29日、FSBは事件の前日にロシアを離れたボグダン・ペトロヴィッチ・ツィガネンコという1978年生まれのウクライナ市民が共犯であると発表した。ツィガネンコはカザフスタンの実在の市民の名前でヴォフクに偽のナンバープレートと書類を渡し、モスクワの南西の賃貸ガレージで即席の爆破装置を組み立てたとしている。

#### 被疑者とされた人物について
ロシアメディアは、被疑者とされた人物の家族・知人などに直接取材をしている。

##### ナタリア・ヴォフク
- ヴォフクの家族・知人などはロシアメディアの取材に応じ、いずれもヴォフクが殺人を犯したとは考えられないと話している。
  - ヴォフクの両親はアゾフ連隊を良く思っておらず、ヴォフクが元隊員であるという報道を否定。入隊出来るのは成人男性だけであると話している。両親によると、FCイリチヴェッツで管理者として働いていたが解雇されたため、国家警備隊に電話交換手として勤務した。ウクライナ侵攻の初期に、健康上の理由で辞めているという[17][18]。ヴォフクは子2人との避難を望んだが、20歳の息子は出国できず、娘と一緒に難民としてフランスとポーランドに滞在した後に帰国していたとしている[19]。
  - 隣人は、ヴォフクは元夫の暴力で頭に血種が出来て手術を受け、その後に離婚したことを説明した。ヴォフクにはネガティブなイメージを持っておらず、事件のニュースにはショックを受けていると話している[20][21]。

##### ボグダン・ツィガネンコ
- ツィガネンコの家族は取材に応じていない。近隣の住民によると、ツィガネンコは家族とあまり連絡をとっていなかった様子で、10代の頃に住んでいた父親所有のドネツクのアパートは半年前に売却されている[22]。本人は西側支持の考えを持っており、母親もウクライナ支持者であったという[23]。
- 2024年2月7日、ツィガネンコが2件の訴訟費用と罰金の不払いによりウクライナ国内で指名手配されたことが分かった。2023年に他人の車との接触事故を起こしていたという[24]。
- 2024年11月7日、ウクライナの裁判所は軍務中にアルコールを濫用したことによりツィガネンコに有罪判決を言い渡し、1万7,000フリブニャの罰金を課していたことが報道された[25]。

##### ロシア国内の協力者
- 2023年5月3日、ロシアの裁判所はロシア国民であるアンドレイ・クズネツォフとアレクサンダー・スチコフに懲役3年6か月の有罪判決を下した。この2人はナタリア・ヴォフクがレンタルした自動車のウクライナでの登録書を偽造したという[26]。2人はロシアの刑務所に収監された[27][28]。
- 2023年9月11日、ロシアの裁判所は元内務省職員のイワン・ライビンに懲役4年、ダニール・チョードリーに懲役1年の判決を言い渡した。チョードリーは2022年2月から4月にかけて、メッセンジャーに機密情報の収集に関するアナウンスを投稿。ライビンは同年5月に職場のPCを使用してドゥギナの私生活に関する情報を入手し、チョードリーに3,350ルーブルで売却したという[29]。2人はドゥーギン殺害計画については知らなかったと主張している[30]。

### ウクライナ・エストニア当局の発言
- ウクライナ当局は関与を否定し「我々はロシア連邦のような犯罪国家ではなく、ましてテロリストでもない」と述べている[31]。同月23日、記者会見で直接質問されたゼレンスキー大統領は「間違いなく私たちの責任ではありません。私たちの市民ではなく、興味はありません。ウクライナの領土で起こったことでもない」と答えた[32]。
- アゾフ連隊は「FSBが氏名と軍のIDを公開した女性とは無関係である」と声明を出した。アゾフ連隊はテロの目的について、ロシアの捕虜となっている隊員に対する「法廷」の準備のための世論醸成だとしている[33]。
- 8月23日、エストニアのウルマス・ラインサル外務大臣は、FSBが容疑者としている人物がエストニアに逃亡したというクレムリンの主張を否定し「クレムリンが現在の紛争中のウクライナへの支持をめぐってエストニアに圧力をかけようとする試みの一部でもある」と述べた[34]。

### FSBの発表内容への疑義
- FSBが証拠として公開したヴォフクの身分証については、デジタルでの偽造ではないかと指摘されている[35]。
- 軍事アナリストのパベル・フェルゲンハウアーは、FSBの発表内容について「プロの諜報機関が母娘で殺し屋を送り込むなんて、アメリカのSEALSやイスラエルの諜報機関のような斬新さだ。犯人は奇跡的に国境を越えてエストニアにたどり着き、手の届かないところにいたのだから、疑問符だらけだ」と述べている[36]。
- ジャーナリストのビクター・ ダビドフは、ロシアとウクライナの国境は閉鎖されていることを指摘している。ヴォフクはドネツク人民共和国（DNR）からロシアに入国している可能性が高く（入国時のナンバープレートもDNR）、その場合は疑いを向けるべき方向が変わる可能性があることを示唆した[37]。
- エージェンシー（プロエクト）は、事件発生前の8月19日にヴォフクが運転していたミニクーパー（FSBが公表したウクライナナンバー）をウクライナのキーウ地方のウェブサイトで売りに出したダニール・シャバンという人物[38]のFacebook、フコンタクテ、TikTok、Instagram、Telegramを発見している。シャバンのTikTokプロフィールで紹介されていた車に装着されていたウクライナナンバーは、ヴォフクがロシア出国のときに使っていたものであった。また、シャバンは事件3日前に車内から撮影した動画をTikTokに投稿していた。エージェンシーはそれがキーウ地方のソフィエフスカヤ・ボルシャギフカ村で撮影されたこととを立証できたという。天気予報通りの雨であり、もう一台同じ車を持っていなければ撮影不可能としている[39]。
- パリのCNAM研究所の国際諜報専門家ジェラルド・アルボイトは、「この種の攻撃では偵察が必要で、標的を追跡し、それを実行するためにチームが必要。自動車爆弾を仕掛けるには2人か3人が必要で、1人だけでは全部できない」としている。アルボイトはロシア国内の野党グループの関与を否定していないが、FSBは近年ウクライナのネットワークを破壊しているという[40]。
- ベリングキャットのクリスト・グロゼフは、ヴォフクが2022年4月13日に「ウクライナ民族主義者」としてロシアのドキシングサイト「Немезида（ネメシス）」に入力されていることを指摘。そのような人物が簡単にロシアに入国できたことに疑問を呈した[41]。
- グラグ・ネット創始者のウラジーミル・オセチキンは、情報源である内部告発者から受け取ったメールを公開。内部告発者はFSB長官アレクサンドル・ボルトニコフを「組織全体を笑いものにする、制服を着たならず者」と非難しており、ドゥギナの殺害はロシアとウクライナ双方の諜報機関の思惑のもと行われたと知らせてきている[42]。 
  - それによると、常に監視下にある場所の金属探知機は撤去され、監視カメラがオフになっていたという。その状況下で、ウクライナの諜報機関が関係してきたことを示唆している。ドゥギナには護衛はついておらず、ドゥーギンの同乗を止めたのは誰だったのかは明らかになっていない。また、爆破現場のウスペンスコ・ルブレフスコエは、旧ソ連のエリートのダーチャがあったところで現在は政府高官・有名人の家が立ち並ぶ高級住宅街となっている。ここで爆発が起こったということは、この住宅街に家を持っている限られた人々に対して「もう一度できる」と明確に示していることとなる。
  - このことから、内部告発者は「象徴的な生贄」を使ったメッセージの受益者は、事件の当事者として知られている者ではなく、あらゆる面で対立を深めることだけに賛成している「強硬派」の者たちと見ている。また、ドゥーギンはそのために娘の殺害を許したのであるとしている。

### 国民共和国軍（NRA）による犯行声明
- 8月21日、ロシア元下院議員でキーウ在住のイリヤ・ポノマリョフは、事件を起こしたのはロシア国内の地下組織である国民共和国軍（NRA）であると主張した[43]。
  - ポノマリョフは、地下組織がこれまで未知のものであったことや、ドゥギナを標的にした理由について取材で詰問した別の記者に対し「ドゥーギン父娘はどちらも戦争のイデオロギー的支援に関与しており、正当な標的である」と言い切った。ドゥーギンはウクライナでの大虐殺を呼びかけ、ドゥギナは父親の片腕として共にオレニフカ捕虜収容所爆発の加害者であるとしている。
  - 記者はこの取材でポノマリョフの父親とドゥーギンの後援者コンスタンチン・マロフィーエフとの繋がりや、2013年にポノマリョフがスコルコヴォ財団から75万ドルの支払いを受けていたことをアレクセイ・ナワリヌイに告発され「詐欺師」と呼ばれたことにも言及している[44][45]。
- 9月1日、国民共和国軍（NRA）指導者「アレクサンドル」のインタビュー記事がキーウ・ポストに掲載された。それによると、8月31日にNRAはロシアの反プーチン・親ウクライナ団体との協力宣言に署名[46]。イリヤ・ポノマリョフが署名したという[47]。
  - 標的はドゥーギンとドゥギナ両人であったが、ドゥギナが運転していた車に乗り込んだ2人目はドゥーギンではない別の人物だった。身元はまだ分かっていない。ドゥギナ1人の殺害となったことは誤算だったが、目的は部分的に達成したとしている。
  - 仲間には、元あるいは現職の治安機関・法執行機関のメンバーがおり、主に中間層以下のメンバーが国家機関の腐敗と縁故主義に不満を持っているという。現状の「ロシアを改革するには、ウクライナが戦争に勝たなくてはならない」と述べている。
  - プーチン大統領については、逃げ切ることはできないだろうと予測している。エリートに不都合な存在になり次第、解任され、制裁緩和と引き換えに首が飛ぶ可能性と、取り巻きも責任追及を免れない可能性を示唆。ミロシェヴィッチのように軍法会議にかけられるか、最悪の場合、チャウシェスクのように処刑されることが考えられると話している[48]。

### 事件への反応

#### ロシア国内
- ドゥーギンは病院に入院。長年の後援者であるオリガルヒのコンスタンチン・マロフィーエフのTelegram（8月22日投稿）を通じ、娘がウクライナ政権のテロ攻撃で殺されたと主張、「我々が渇望するのは、報復や復讐だけではない。それだけでは小さすぎ、非ロシア的だ。私たちが求めるのは、ただ『勝利』だけだ。私の娘はその祭壇に処女の命を捧げた。だから勝ってくれ！お願いだ」とロシアの軍事行動を改めて支持するコメントを発表した[49][50][51]。
- 8月21日、ロシア外務省の報道官マリア・ザハロワ[52]、ロシアのタカ派コメンテーターのマルガリータ・シモニャン[53]、親ロシア派のドネツク人民共和国首長のデニス・プシーリン[54]などは事件の責任をウクライナに負わせる発言を行っている。
- 同日、作家のヴィクトル・シェンデロビッチは「父親の罪がが子供の命で償われるのは、なんとひどいことだろう」と思ったが、故人の見解やスピーチを読んで考えが変わったと述べた。故人が祝福し寄り添うため尽力した戦争で命を落としたのであり、このような状況下では至って普通の死、自然死であるとしている。真相がどうあれ、この死は、ウクライナに対する新たな憎悪を煽り、最後のロシア人リベラル派（戦争に反対する人々）に対するテロに利用されるだろうと懸念している[55][56]。
- 8月22日、プーチン大統領はドゥギナへの哀悼の意を表明[57]し、「職務中に犠牲となったツァーグラード・メディア特派員」として勇敢勲章（英語版）を授与した[58][59]。

#### ロシア国外
- 8月22日、アメリカ国務省のプライス報道官は定例会見でこの事件について問われ、「米国はいかなる場所でも意図的に民間人を攻撃することを明確に非難する」との声明を発表した。アメリカ政府が事件についてどの程度把握しているかについては言及を控えたが、「ロシアが何かの結論を出すことは間違いない」と述べている[60]。
- 8月23日、国連のステファン・デュジャリック報道官は、この事件に関して調査し、全ての事実を明らかにするよう求めた[61]。
- 8月24日、教皇フランシスコはバチカンで行われた一般謁見で、「モスクワで車の座席の下に仕掛けられた爆弾で吹き飛ばされた哀れな少女のことを思う。罪のない人が、戦争の代償を払っているのです！」とドゥギナの死に言及した[62][63]。ウクライナのバチカン駐在大使アンドリー・ユラシュは、教皇の言葉に「失望した」と述べている[64]。同月25日、ウクライナ外務省は教皇大使を召還した[65][66]。これに対し、教皇庁は同月30日に声明を出し、教皇やその協力者による数多くの介入は「牧者と信徒を祈りに、そしてすべての善意の人々を連帯と平和再建の努力に招く」ために行われており、教皇はこの問題について政治的にではなく「人間の生命とそれに関連する価値を守るため」声を上げたと解釈されるべきとしている。また、侵攻について「ロシア連邦が始めたウクライナでの大規模な戦争」と述べ、「道徳的に不当で、容認できず、野蛮で、無意味で、忌まわしく、冒涜的」であると明確に非難した[67][68][69]。

### ウクライナ保安庁の関与
2022年10月6日、アメリカ合衆国の情報当局が事件にウクライナ政府が関与していたと結論付け、アメリカ政府がウクライナに遺憾の意を正式に表明していたことが米ニューヨーク・タイムズやウォール・ストリート・ジャーナルによって報じられた。
- 機密事項を話すため、匿名を条件に米国の政府関係者が取材に応じたという。ウクライナ政府のどの部署が作戦を許可したのか、誰が実行したか、ゼレンスキー大統領が署名したのかどうか、米国政府の誰が戒告を伝えたのか、ウクライナ政府の誰に伝えたのかを明かさなかった。また、米政府関係者は、軍、治安機関、ゼレンスキー事務所など、ウクライナ政府内の競合する権力中枢の全体像が把握できていない。このため、ウクライナ政府の一部が陰謀に気づいていない可能性があると話している[70]。
- 10月12日、ウクライナ大統領顧問のミハイロ・ポドリアックは「繰り返すが、どこかの国の戦時中の殺人は、何らかの実際的な意味を持たなければならない」「ウクライナの領土に他の標的がある」 「つまりロシア軍司令部の協力者と仲間たちだ」「この計画に携わる我が国の特殊部隊のメンバーにとっては価値があるかもしれないが、ドゥギナではない」と述べたという[71]。
- ウクライナ軍の高官も匿名を条件に取材に応じた。ウクライナ軍は地元の戦闘員の助けを借りて、占領下のウクライナ領内で、告発されたウクライナ人協力者やロシア政府関係者の暗殺や攻撃を行ったと述べた[71]。
- 米国はこの紛争を通じて、キーウにロシア国内で攻撃を行うために米国の装備や情報を使用しないよう指示するなどして、モスクワとの不必要なエスカレーションを避けるよう慎重に務めてきており、ロシアの暗殺チームがウクライナ高官の暗殺を行う可能性を憂慮しているという[71]。

2023年10月23日、米ワシントン・ポスト紙がウクライナ保安庁(SBU)がアメリカ中央情報局(CIA)の訓練を受けた上で事件に関与していたと報道した。それによれば、SBUの協力者が爆弾の材料を猫用キャリーバッグに入れ、車でロシアに持ち込んだとしている。